# میلپورت (آلاباما)
میلپورت (به انگلیسی: Millport) شهری در شهرستان لامار ایالت آلاباما است که مساحت آن ۱۴٫۲۶ کیلومتر مربع است و در سرشماری سال ۲۰۱۰ میلادی، ۱٬۰۴۹ نفر جمعیت داشته و تراکم جمعیتی آن، ۷۳٫۵۶ نفر در هر کیلومتر مربع بوده است.